# Johann Simon Mayr
Johann Simon Mayr (italiensk Giovanni Simone Mayr, født 14. juni 1763 i Bayern, død 2. december 1845 i Bergamo) var en tysk operakomponist. 
Mayr studerede i Italien og slog sig tidlig ned dersteds, hvor han tilbragte det meste af sit liv. Mayr skrev oprindelig kirkemusik; men da hans første forsøg for operascenen, Saffo (1794), havde en så stor succes, bestemte dette ham til at blive operakomponist, og med de 70 operaer, han lod opføre i de følgende år (til omkring 1815), gjorde han stadig lykke, således at italienerne gerne regnede ham med til deres egne musikere. I virkeligheden skrev Mayr ganske i den ældre ital. Operastil, kun at han stræbte at give orkesterpartiet nogen større kraft og glans — hans partiturer skal have givet Rossini ideen til de berømte orkestercrescendoer —, og at han kom bort fra den herskende uskik at lade helten synge af en kvinde. Rossinis optræden stillede ganske Mayr i skygge, og hans operaer, som i hin tid var berømte og yndede, har nu hovedsagelig historisk interesse. Som lærer i Bergamos konservatorium blev Mayr den unge Donizettis vejleder. Mayrs musikhistoriske stilling er behandlet af Hermann Kretzschmar i Jahrbüch der Bibliothek Peters (1904).